# Noel Emmanuel Lenski
Noel Emmanuel Lenski (* 25. Dezember 1965) ist ein US-amerikanischer Althistoriker.

## Leben
Er studierte Classics am Colorado College (BA 1989) und Classics und Alte Geschichte an der Princeton University (MA, PhD 1995). Er lehrt als Professor of Classics and History an der Yale University.
Er konzentriert sich auf die römische Geschichte und insbesondere auf die Geschichte des späteren Römischen Reiches. Er interessiert sich für Machtverhältnisse, die sich auf allen Ebenen der Gesellschaft abspielten, vom Kaiser bis zum Sklaven. Seine Forschung erstreckt sich über die gesamte Spätantike und umfasst Studien in Politik-, Militär-, Sozial-, Wirtschafts-, Religions-, Kultur- und Kunstgeschichte.

## Schriften (Auswahl)
- Failure of empire. Valens and the Roman state in the fourth century A.D. Berkeley 2002, ISBN 0-520-23332-8.
- mit Mary T. Boatwright, Daniel J. Gargola und Richard Talbert: The Romans. From village to empire. Oxford 2012, ISBN 978-0-19-973057-5.
- mit Mary T. Boatwright, Daniel J. Gargola und Richard Talbert: A Brief History of the Romans. Oxford 2013, ISBN 978-0-19-998755-9.
- Constantine and the cities. Imperial authority and civic politics. Philadelphia 2016, ISBN 0-8122-4777-9.